# كيم غون-هي
كيم غون-هي (الكورية: 김건희) هو لاعب كرة قدم كوري جنوبي في مركز الهجوم، ولد في 22 فبراير 1995 في كوريا الجنوبية. شارك مع منتخب كوريا الجنوبية تحت 20 سنة لكرة القدم. أما مع النوادي، فقد لعب مع سوون سامسونغ بلووينغز.

## وصلات خارجية
- كيم غون-هي على موقع رابطة كرة القدم اليابانية للمحترفين (اليابانية)
- كيم غون-هي على موقع دوري كوريا الجنوبية (الإنجليزية)
- كيم غون-هي على موقع ناشيونال فوتبول تيمز (الإنجليزية)
- كيم غون-هي على موقع Soccerway.com (الإنجليزية)